# Робертсон, Эндрю (футболист)
Э́ндрю Хе́нри Ро́бертсон (англ. Andrew Henry Robertson; род. 11 марта 1994, Глазго) — шотландский футболист, защитник клуба «Ливерпуль» и капитан сборной Шотландии. Участник двух чемпионатов Европы 2020 и 2024 годов. Член ордена Британской империи (MBE, 2023).

## Клубная карьера

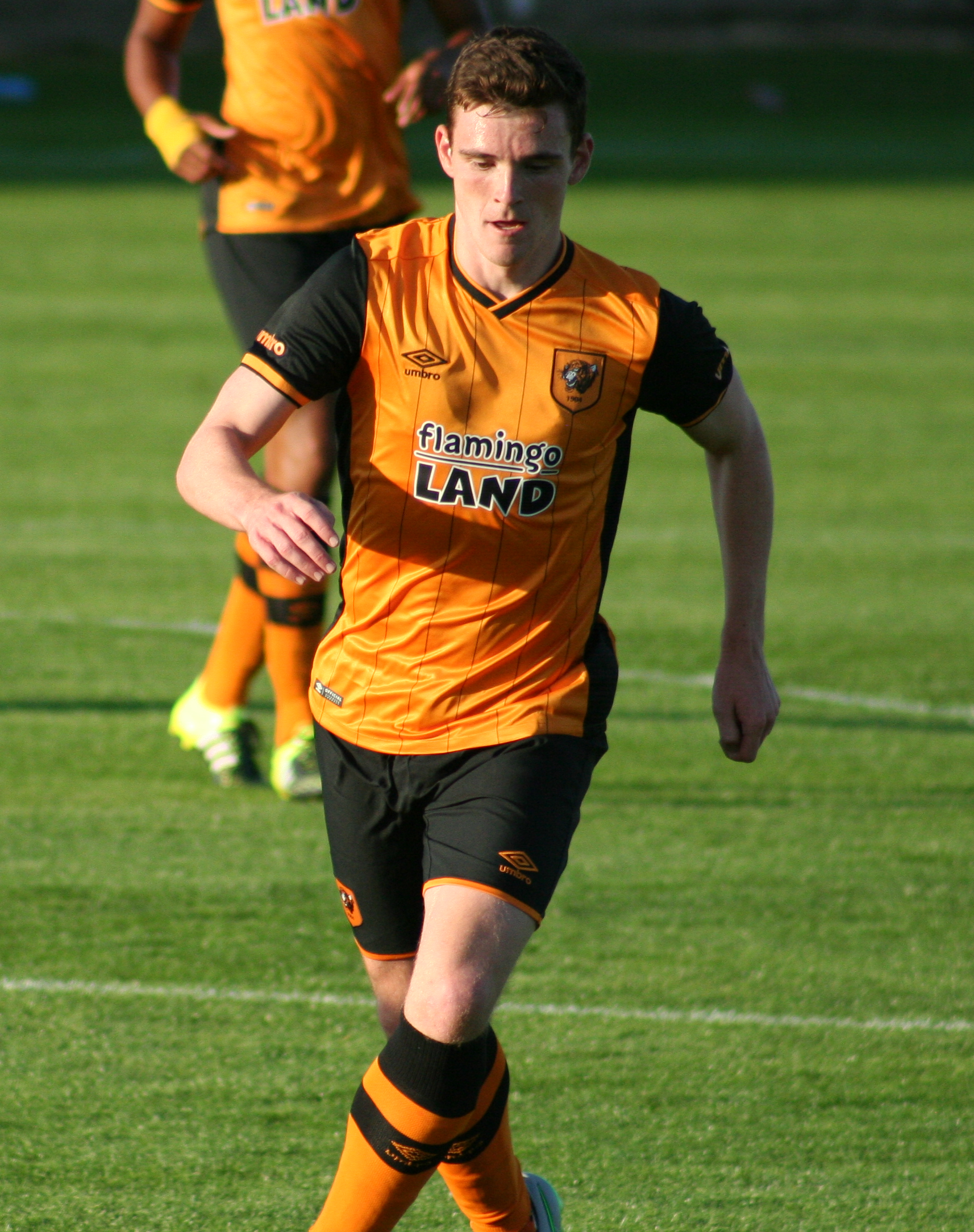
Робертсон в составе «Халл Сити»

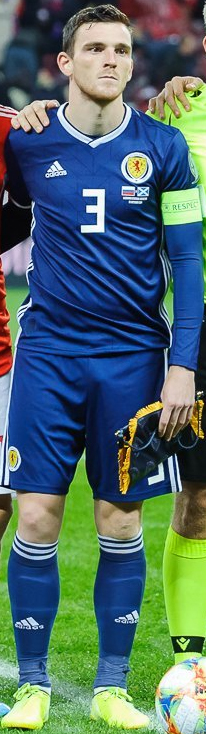
Робертсон в составе сборной Шотландии

Эндрю Робертсон — воспитанник клубов «Селтик» и «Куинз Парк». 28 июля 2012 года в матче Кубка Вызова против «Бервик Рейнджерс» он дебютировал в составе последнего. 11 августа в поединке против «Ист Стерлингшир» Эндрю дебютировал в третьем дивизионе Шотландии. 13 ноября в поединке матче против «Ист Стерлингшир» он забил свой первый гол за «Куинз Парк».
Летом 2013 года контракт Робертсона закончился и он на правах свободного агента присоединился к «Данди Юнайтед». 2 августа в матче против «Партик Тисл» Эндрю дебютировал в шотландской Премьер лиге. 22 сентября в поединке против «Мотеруэлла» он забил свой первый гол за «Данди Юнайтед».
Летом 2014 года Эндрю перешёл в английский «Халл Сити», подписав контракт на три года. Сумма трансфера составила 3,5 млн евро. 16 августа в матче против «Куинз Парк Рейнджерс» он дебютировал в английской Премьер-лиге. По итогам года Робертсон был признан лучшим молодым футболистом Шотландии. По итогам сезона 2014/2015 клуб вылетел в Чемпионшип, но Эндрю принял решение остаться с командой. 3 ноября 2015 года в поединке против «Брентфорда» он забил свой первый гол за «Халл Сити».
Летом 2017 года Робертсон перешёл в «Ливерпуль». Сумма трансфера составила 10 млн фунтов. В матче против «Кристал Пэлас» он дебютировал в английской Премьер-лиге. 13 мая 2018 года в поединке против «Брайтон энд Хоув Альбион» Эндрю забил свой первый гол за «Ливерпуль».. В сезоне 2017/2018 дошел до финала Лиги Чемпионов вместе с «Ливерпулем», но тот финал команда проиграла. «Реал Мадрид» переиграл «Ливерпуль» со счётом 3:1. 17 января 2019 он продлил контракт с клубом. В сезоне 2018/2019 стал победителем Лиги Чемпионов где в финале «Ливерпуль» обыграл  «Тоттенхэм Хотспур» со счетом 2:0.

## Международная карьера
5 марта 2014 года в товарищеском матче против сборной Польши Робертсон дебютировал за сборную Шотландии, заменив во втором тайме Барри Бэннана. 18 ноября в поединке против сборной Англии он забил свой первый гол за национальную команду.
В 2021 году Робертсон принял участие в чемпионате Европы. На турнире он сыграл в матчах против сборных Чехии, Англии и Хорватии.
В 2024 году Робертсон во второй раз принял участие в чемпионате Европы  в Германии. На турнире он сыграл в матчах против сборных Германии, Швейцарии и Венгрии. 

### Голы за сборную Шотландии
| # | Дата            | Место                           | Противник | Счёт | Результат | Соревнование                       |
| - | --------------- | ------------------------------- | --------- | ---- | --------- | ---------------------------------- |
| 1 | 18 ноября 2014  | Селтик Парк, Глазго, Шотландия  | Англия    | 1:2  | 1:3       | Товарищеский матч                  |
| 2 | 1 сентября 2017 | ЛФФ стадион, Вильнюс, Литва     | Литва     | 0:2  | 0:3       | Чемпионат мира 2018 квалификация   |
| 3 | 8 июня 2019     | Хэмпден Парк, Глазго, Шотландия | Кипр      | 1:0  | 2:1       | Чемпионат Европы 2020 квалификация |

## Достижения

### Командные
«Ливерпуль»
- Чемпион Англии (2): 2019/20, 2024/25
- Обладатель Кубка Англии: 2021/22
- Обладатель Суперкубка Англии: 2022
- Победитель Лиги чемпионов УЕФА: 2018/19
- Обладатель Суперкубка УЕФА: 2019
- Обладатель Кубка Футбольной лиги (2): 2021/22, 2023/24
- Победитель Клубного чемпионата мира: 2019

### Личные
- Молодой игрок года по версии футболистов ШПФА: 2013/14
- Член «команды года» в Премьер-лиге по версии ПФА (2): 2018/19, 2019/20
- Символическая сборная Лиги чемпионов УЕФА (2): 2018/19, 2021/22
- Член символической команды года по версии УЕФА: 2019
- Входит в символическую сборную сезона по версии European Sports Media: 2019/20